# Vitosha New Otani Open
Il Vitosha New Otani Open è stato un torneo femminile di tennis giocato dal 1988 al 1989. Si è disputato a Sofia in Bulgaria su campi in cemento indoor nel 1988 e sulla terra rossa nel 1989.

## Albo d'oro

### Singolare
| Anno | Campionessa       | Finalista        | Punteggio |
| ---- | ----------------- | ---------------- | --------- |
| 1988 | Conchita Martínez | Barbara Paulus   | 6–1, 6–2  |
| 1989 | Isabel Cueto      | Katerina Maleeva | 6–2, 7–6  |

### Doppio
| Anno | Campionesse                        | Finaliste                        | Punteggio     |
| ---- | ---------------------------------- | -------------------------------- | ------------- |
| 1988 | Conchita Martínez / Barbara Paulus | Sabrina Goleš / Katerina Maleeva | 1–6, 6–1, 6–4 |
| 1989 | Laura Garrone / Laura Golarsa      | Silke Meier / Elena Pampoulova   | 6–4, 7–5      |